# Савинобор
Савинобор (коми Саваяг) — деревня на востоке Республики Коми. Входит в состав городского округа Вуктыл.

## Географическое положение
Деревня находится примерно в 54 км юго-западнее города Вуктыл на левом берегу реки Печоры. В 8 км к югу располагается посёлок Шердино.

## История
Деревня появилась после 1707 года. Впервые она была упомянута в 1719 году в ревизских сказках. В официальных документах XVIII века указывалось, что все жители деревни беспоповцы. С 1861-го по 1867-й год на самом высоком месте деревни от правительства была построена Николаевская церковь. 
В 1930-х годах в селе имелись: пароходная стоянка, фельдшерско-акушерский пункт, начальная школа, изба-читальня, камера нарсуда, крестьянский комитет общественной взаимопомощи, потребительское общество, агентство госторга, участок милиции, клуб, сельсовет. В семилетней школе в 1940 году учились 250 человек. До 1948 года обучение шло на коми языке. 
12 мая 1972 года Савиноборский сельсовет был перенесён в посёлок Шердино и переименован в Шердинский сельсовет. Савинобор попал в разряд неперспективных деревень. Начали разбирать хозпостройки совхоза и перевозить в Дутово. Закрыли школу, детсад. Многие, потеряв работу, вынуждены были уехать из деревни.

## Климат
В городском округе Вуктыл климат умеренно-континентальный, с довольно суровой зимой, коротким прохладным летом. Климат формируется в условиях малого количества солнечной радиации зимой, под воздействием северных морей и интенсивного западного переноса воздуха. Средняя температура января — минус 19,7 ºС, июля — плюс 15,2 ºС. Средняя годовая температура воздуха за многолетний период составляет минус 2,6 ºС. Средняя продолжительность безморозного периода составляет 67 дней. Летом в ясные и особенно безветренные дни температура почвы обычно бывает значительно выше температуры воздуха: даже в районах вечной мерзлоты температура на поверхности почвы может доходить до плюс 40 ºС. Самым теплым месяцем года является июль (средняя месячная температура +16°С), самым холодным месяцем — январь (-19,5°С). Среднегодовая температура воздуха равна −2,7°С. Число дней со средней суточной температурой воздуха выше нуля градусов составляет 164.

## Население
Постоянное население 186 человек (1926, перепись), 250 человек (1970), 84 (1979), 19 (2002), 15 (2010, перепись).
Национальный состав: коми 84 % (2002).

## Фольклор
В 1895 году русский этнограф В. Н. Тенишев записал в Савинборе коми легенду «О сотворении мира, человека, смешении языков», которая вошла в материалы «Этнографического бюро».